# Lathus-Saint-Rémy
Lathus-Saint-Rémy ist eine französische Gemeinde mit 1.214 Einwohnern (Stand: 1. Januar 2022) im Département Vienne in der Region Nouvelle-Aquitaine; sie ist Teil des Arrondissements Montmorillon und des Kantons Montmorillon.

## Geografie
Lathus-Saint-Rémy ist eine der flächenmäßig größten Gemeinden im Département und liegt etwa 54 Kilometer südöstlich von Poitiers. Der Fluss Petite Blourde durchquert das Gemeindegebiet im Westen. Umgeben wird Lathus-Saint-Rémy von den Nachbargemeinden 
- Montmorillon im Norden,
- Bourg-Archambault im Norden und Nordosten,
- Azat-le-Ris im Osten,
- Oradour-Saint-Genest im Süden und Südosten,
- Val-d’Oire-et-Gartempe mit Thiat im Süden und Bussière-Poitevine im Süden und Südwesten,
- Adriers im Südwesten,
- Plaisance im Westen und Südwesten,
- Saulgé im Westen.

## Geschichte
1973 wurden die Gemeinden Lathus und Saint-Rémy-en-Montmorillon zusammengeschlossen.

## Bevölkerungsentwicklung
| Jahr                      | 1962 | 1968 | 1975 | 1982 | 1990 | 1999 | 2006 | 2013 |
| Einwohner                 | 1913 | 1760 | 1644 | 1525 | 1345 | 1258 | 1216 | 1214 |
| Quelle: Cassini und INSEE |      |      |      |      |      |      |      |      |

## Sehenswürdigkeiten
Siehe auch: Liste der Monuments historiques in Lathus-Saint-Rémy
- Kirche Saint-Maurice in Lathus aus dem 12./13. Jahrhundert, Umbauten aus dem 19. Jahrhundert, seit 1926 Monument historique
- Kirche in Saint-Rémy-en-Montmorillon aus dem 19. Jahrhundert
- Dolmen Pierre levée, seit 1889 Monument historique
- Donjon von Lenest, Reste einer Burganlage aus dem 14. Jahrhundert
- Schloss Cluzeau, seit 1993 Monument historique

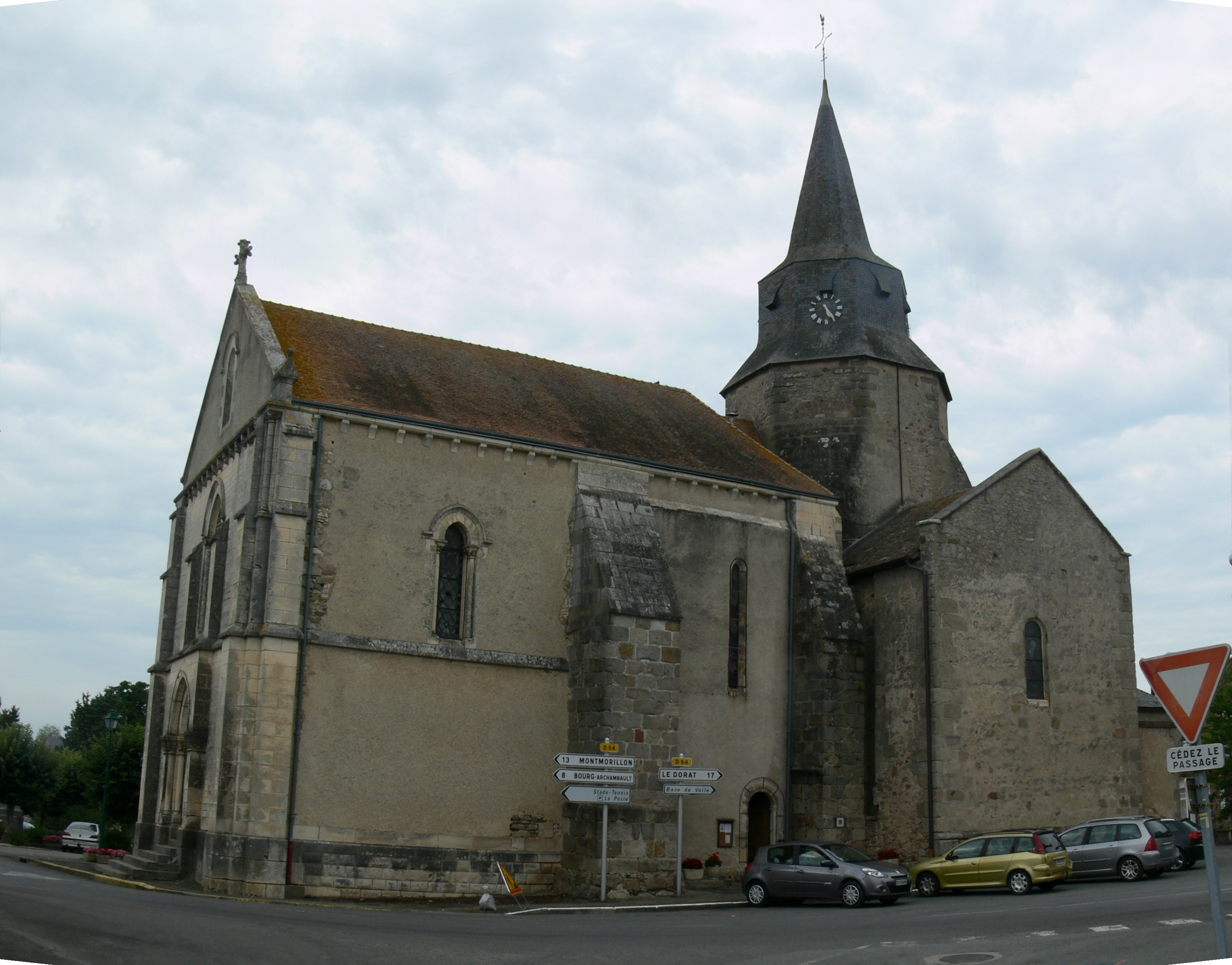
Kirche Saint-Maurice